# Елегантний Всесвіт
Елегантний всесвіт: суперструни, приховані виміри та пошук остаточної теорії (англ. The Elegant Universe: Superstrings, Hidden Dimensions, and the Quest for the Ultimate Theory) — книга американського фізика Браяна Гріна, опублікована в 1999 році, яка знайомить із теорією струн і суперструн і містить вичерпну, хоча й нетехнічну оцінку цієї теорії та деяких її недоліків. У 2000 році книга здобула премію Лондонського королівського товариства за наукові книги і стала фіналістом Пулітцерівської премії за загальну нехудожню літературу. У 2003 році вийшло нове видання книги з оновленою передмовою.

## Зміст

### Частина I: Грань знань
Розділ 1 «Зв'язані струною» коротко представляє конфлікти між поточними теоріями та те, як їх можна вирішити. Він представляє будівельні блоки матерії, електрони та кварки, а також сили, які ними керують.

### Частина II: Дилема простору, часу та кванта
Розділ 2 «Простір, час і око спостерігача» пояснює спеціальну теорію відносності Альберта Ейнштейна, яка об'єднує електродинаміку Джеймса Максвелла з принципом відносності Галілео Галілея. Ейнштейн встановив, що швидкість світла є універсальною константою, і що закони фізики однакові для всіх спостерігачів у відносному русі. Як наслідок, абсолютний час і простір Ісаака Ньютона були замінені динамічним простором-часом.
Розділ 3, «Викривлення та хвилі», знайомить із загальною теорією відносності Ейнштейна, яка вирішила конфлікт між теорією тяжіння Ньютона та спеціальною теорією відносності. Загальна теорія відносності пояснює гравітацію як кривину простору-часу.
Розділ 4, «Мікроскопічні дива», знайомить з квантовою механікою. Грін починає з пропозиції Планка 1900 року про те, що енергія поглинається та випромінюється дискретними одиницями або квантами. У 1905 році Ейнштейн використав квантову теорію, щоб пояснити фотоефект — вибивання світлом електронів з металу. Грін використовує двощілинний експеримент, щоб проілюструвати корпускулярно-хвильовий дуалізм світла. Луї де Бройль поширив цю ідею на матерію. Принцип невизначеності Вернера Гейзенберга говорить, що ми не можемо одночасно знати положення та швидкість частинки: чим точніше ми вимірюємо одне, тим менше знаємо про інше.
Розділ 5 «Потреба в новій теорії: загальна теорія відносності проти квантової механіки» пояснює конфлікт між двома стовпами сучасної фізики.

### Частина III: Космічна симфонія
Розділ 6 «Нічого, крім музики: Основи теорії струн» пропонує коротку історію теорії струн, починаючи з роботи Габріеле Венеціано про сильну взаємодію. Теорія струн замінює концепцію електронів і кварків як точкових частинок крихітними вібруючими петлями струни. Одна така вібрація описує властивості, передбачені для гравітону, постульованого кванта гравітації.
Розділ 7 «„Супер“ у суперструнах» обговорює важливість симетрії у фізиці та можливість суперсиметрії.
Розділ 8 «Більше вимірів, ніж здається на перший погляд» обговорює запропоноване Теодором Калуцею об'єднання загальної теорії відносності та електромагнетизму, що вимагало додаткової просторової розмірності. Цю ідею розвинув математик Оскар Клейн.
Розділі 9 «Беззаперечний доказ: експериментальні ознаки» обговорює критику теорії струн, а саме те, що вона ще не дала передбачень, які можна перевірити. Грін пояснює, як це може змінитися найближчим часом.

### Частина IV: Теорія струн і структура простору-часу
Розділ 10 «Квантова геометрія» обговорює простори Калабі-Яу та їх застосування.
Розділ 11 «Розриваючи тканину космосу» обговорює власну роботу Гріна в теорії струн і те, як струни можуть усунути розриви простору-часу.
Розділ 12 «Після струн: у пошуках М-теорії» обговорює різні версії теорії струн і те, як вони можуть вказувати на єдину теорію, загадкову назву М-теорію.
Розділ 13 «Чорні діри: перспектива теорії струн / М-теорії» розглядає таємниці чорних дір і те, як їх можна розв'язати за допомогою теорії струн. Грін обговорює відкриття Стівеном Гокінгом і Яковом Бекенштейном термодинаміки чорних дір і відкриття Гокінгом випромінювання Гокінга.
Розділ 14 «Роздуми про космологію» дає огляд стандартної моделі Великого вибуху та її уточнень від інфляційної космології. Теорія струн могла б відповісти на питання, чи Всесвіт починався з сингулярності.

### Частина V: Об'єднання у ХХІ столітті
Розділ 15 «Перспективи» розглядає питання, на які може дати відповідь теорія струн, наприклад природа простору та часу. Він розмірковує про майбутнє теорії.

## Відгуки
Джордж Джонсон відзначав у «New York Times», як важко писати про цю галузь фізики для непідготовленого читача, однак Грін «має рідкісний талант пояснювати навіть найефемерніші ідеї так, що це створює принаймні ілюзію розуміння — достатню ментальну опору, щоб продовжити сходження». Джонсон писав що Грін «дослідив ідеї та нещодавні досягнення з такою глибиною та ясністю, які я вважав би неможливими».
Джон Шварц вказував на високий рівень знань Гріна, який є експертом у цій галузі, й одночасно «рідкісний для наукового світу стилістичний блиск, який має зробити книгу надзвичайно привабливою для широкої аудиторії». На його думку, публікація книги зробила Гріна до певної міри медійною знаменитістю.

## Адаптації
«Елегантний всесвіт» був адаптований у тригодинній програмі з трьох частин, яка отримала нагороду «Еммі» для телевізійної трансляції Девіда Гікмана наприкінці 2003 року в серіалі NOVA телевізійної мережі PBS.
«Елегантний всесвіт» також інтерпретувала нью-йоркська хореографиня Кароль Армітаж. Показ незавершеної роботи став частиною першого Всесвітнього фестивалю науки.